# Мелвіна (Вісконсин)
Мелвіна (англ. Melvina) — селище (англ. village) в США, в окрузі Монро штату Вісконсин. Населення — 93 особи (2020).

## Географія
Мелвіна розташована за координатами 43°48′9″ пн. ш. 90°46′53″ зх. д. / 43.80250° пн. ш. 90.78139° зх. д. (43.802561, -90.781293).  За даними Бюро перепису населення США в 2010 році селище мало площу 1,25 км², уся площа — суходіл.

## Демографія
Згідно з переписом 2010 року, у селищі мешкали 104 особи в 39 домогосподарствах у складі 26 родин. Густота населення становила 83 особи/км².  Було 44 помешкання (35/км²).
Расовий склад населення:
| - 96,2 % — білих - 1,9 % — чорних або афроамериканців |

До двох чи більше рас належало 1,9 %. Частка іспаномовних становила 0,0 % від усіх жителів.
За віковим діапазоном населення розподілялося таким чином: 33,7 % — особи молодші 18 років, 60,5 % — особи у віці 18—64 років, 5,8 % — особи у віці 65 років та старші. Медіана віку мешканця становила 29,4 року. На 100 осіб жіночої статі у селищі припадало 96,2 чоловіків;  на 100 жінок у віці від 18 років та старших — 109,1 чоловіків також старших 18 років.
Середній дохід на одне домашнє господарство  становив 53 185 доларів США (медіана — 53 125), а середній дохід на одну сім'ю — 66 300 доларів (медіана — 66 250). За межею бідності перебувало 21,1 % осіб, у тому числі 26,7 % дітей у віці до 18 років та 0,0 % осіб у віці 65 років та старших.
Цивільне працевлаштоване населення становило 32 особи. Основні галузі зайнятості: будівництво — 25,0 %, роздрібна торгівля — 15,6 %, виробництво — 15,6 %.